# Óriásgém
Az óriásgém vagy góliátgém (Ardea goliath) a madarak (Aves) osztályának gödényalakúak (Pelecaniformes) rendjébe, ezen belül a gémfélék (Ardeidae) családjába tartozó faj.

## Rendszerezése
A fajt Philipp Jakob Cretzschmar német orvos és ornitológus írta le 1827-ben.

## Előfordulása
Afrika nagy részén, az Arab-félszigeten és Indiában honos. Természetes élőhelyei a szubtrópusi vagy trópusi mangroveerdők, cserjések, sós tavak, édesvizű tavak, mocsarak, folyók és patakok környéke. Vonul faj.

## Megjelenése
Testhossza 140 centiméter, szárnyfesztávolsága 210-230 centiméter. Márványosan mintázott nyaka van.
|  |

## Életmódja
Halakkal, kétéltűekkel, csigákkal, hüllőkkel, kisemlősökkel és gerinctelenekkel táplálkozik. S-alakúra görbített nyakkal várakozik, majd hirtelen mozdulattal átdöfi a áldozatát.

## Szaporodása
Gallyakból, nádból fákra vagy bokrokra építi a fészkét.
|  |

## Természetvédelmi helyzete
Az elterjedési területe rendkívül nagy, egyedszáma 6700-67000 példány közötti és stabil. A Természetvédelmi Világszövetség Vörös listáján nem fenyegetett fajként szerepel.
Európában az Európai Állatkertek és Akváriumok Szövetsége felügyelete alá tartozó Európai Veszélyeztetett Fajok Programja (EEP) keretében tenyésztik a faj egyedeit.